# Palagewan
Palagewan, jedna od tri odvojene bande kalifornijskih Tübatulabal Indijanaca u dolinama Hot Springs (selo Pašgeštap i Kern Valley. 
E. W. Voegelin (1938) daje nazive triju njihovih sela: Pashgeshtap; Holit, kod ušća Bull Run Creeka; i Tcuhkayl, u Hot Springsu.
Godine 1857. područje Kern Rivera zahvaća zlatne groznica pa se Tübatulabali 1862. priključuju Owens Valley Pajutima u neprijateljtvima prema bijelcima, nakon čega će iduće 1863. godine uslijediti pokolj koji su kod Kernvillea izvršili američki vojnici, pobivši 35-40 Tübatulabala i Palagewana. Nešto preživjelih pripadnika obiju skupina smješteno je na dodijeljenoj zemlji na South Forku i Kern Valleyu.